# Árbæjarfoss
Der Árbæjarfoss ist ein Wasserfall im Süden von Island.
Er liegt 4 km nordnordöstlich von Hella.
Der Ort liegt an der Ringstraße. Von ihr zweigt der Árbæjarvegur  nach Norden ab und führt auch zu dem Wasserfall.
Bei einigen Felsen im Fluss Ytri-Rangá stürzt das Wasser etwa 10 Meter in die Tiefe.
Der Wasserfall hat seinen Namen von dem Hof Árbær am Westufer, zu dem auch eine Kirche gehört.
Auf ihm wurde die Schriftstellerinn Margrét Jónsdóttir geboren.
Der Hof hat nichts mit dem früheren Bauernhof und heutigen gleichnamigen Museum in Reykjavík zu tun.